# LPGA Malaysia
De LPGA Malaysia is een jaarlijks golftoernooi voor vrouwen, dat deel uitmaakt van de LPGA Tour. Het toernooi werd opgericht in 2010 en vindt sindsdien plaats op de Kuala Lumpur Golf & Country Club in Kuala Lumpur, Maleisië.
Het toernooi wordt over vier dagen gespeeld in een strokeplay-formule en na de tweede dag wordt de cut toegepast.
Sinds 2010 is Sime Darby hoofdsponsor van dit toernooi en wordt sindsdien georganiseerd onder de naam Sime Darby LPGA Malaysia.

## Golfbanen
| Jaar  | Golfbaan                         | Plaats       | Info                |
| ----- | -------------------------------- | ------------ | ------------------- |
| 2010- | Kuala Lumpur Golf & Country Club | Kuala Lumpur | Baanrecord: 62 (-9) |

## Winnaressen
| Jaar | Winnares      | Score | Score | Info                 |
| ---- | ------------- | ----- | ----- | -------------------- |
| 2010 | Jimin Kang    | 204   | –9    | 54-holes (regenweer) |
| 2011 | Na Yeon Choi  | 269   | –15   |                      |
| 2012 | Inbee Park    | 269   | –15   |                      |
| 2013 | Lexi Thompson | 265   | –19   |                      |
| 2014 | Shanshan Feng | 266   | –18   |                      |

| Toernooirecord |  | po = winnares na play-off |